# Maurilia orientalis
Maurilia orientalis är en fjärilsart som beskrevs av M.Gaede 1915. Maurilia orientalis ingår i släktet Maurilia och familjen trågspinnare. Inga underarter finns listade i Catalogue of Life.